# Dominus illuminatio mea

Stemma dell'Università di Oxford

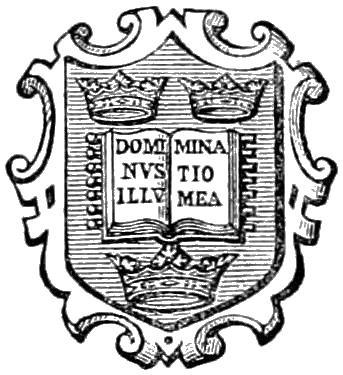
Primo logo della Oxford University Press

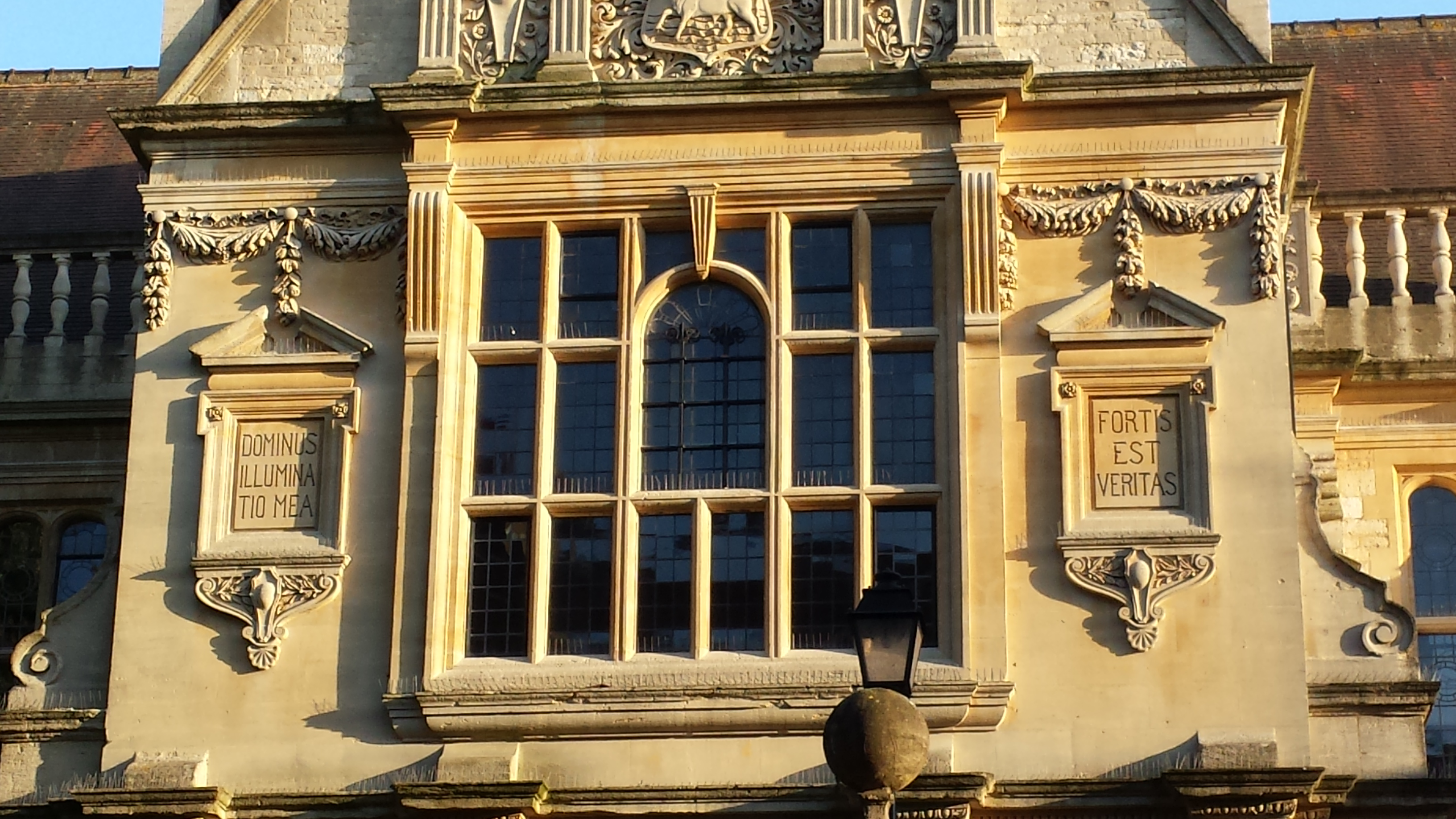
Università di Oxford, facciata della facoltà di Storia: sulla sinistra il motto

Dominus illuminatio mea è una frase latina che significa «Il Signore è la mia luce». Sono le prime parole latine del Salmo 27 (26) di Davide:
Dominus illuminatio mea et salus mea; quem timebo?

[2] Dominus protector vitæ meæ; a quo trepidabo?»
Il Signore è la mia luce e la mia salvezza: di chi avrò paura?

Il Signore è il protettore della mia vita: di chi avrò timore?»
(Psalmi, 26 )
Illuminatio non è parola del latino classico, ma del latino tardo e cristiano: secondo la pronuncia del latino cosiddetta "scolastica" o "ecclesiastica", in Italia si pronuncia illuminàzio.
La frase, almeno dalla seconda metà del XVI secolo, costituisce il motto dell'Università di Oxford, la più antica del mondo anglosassone, e figura anche nello stemma della stessa università.

## Altri usi del motto
Dominus illuminatio mea, sull'esempio di Oxford, è stato assunto come motto anche da molte scuole e università private, per lo più cattoliche. Ad esempio:
- Loyola High School (Kolkata, Bengala Occidentale, India);[4]
- Suomi College, Finlandia University Alumni Association;[5]
- Cair Paravel Latin School (Topeka, Kansas);[6]
- Nazareth Academy (Rochester, New York);
- St Leo's College, University of Queensland;[7]
- Montessori Professional College (Quezon City);[8]
- Marymount Secondary School (Hong Kong).[9]